# Жуль Оттен (стадіон)
«Жуль Оттен» (нід. Jules Ottenstadion) — колишній  футбольний стадіон у бельгійському місті Гент. Домашня арена однойменного місцевого футбольного клубу у 1920—2013 роках. Названий на честь одного з засновників клубу «Гент» Жуля Оттена.
На стадіоні відбувся один з футбольних поєдинків Олімпійських ігор 1920 року.

## Історія
Стадіон був побудований в 1920 році і був офіційно відкритий 22 серпня принцом Леопольдом. 28 серпня на стадіоні пройшов матч Літніх Олімпійських Ігор, у якому Італія грала проти Єгипти. Італійці виграли 2:1.

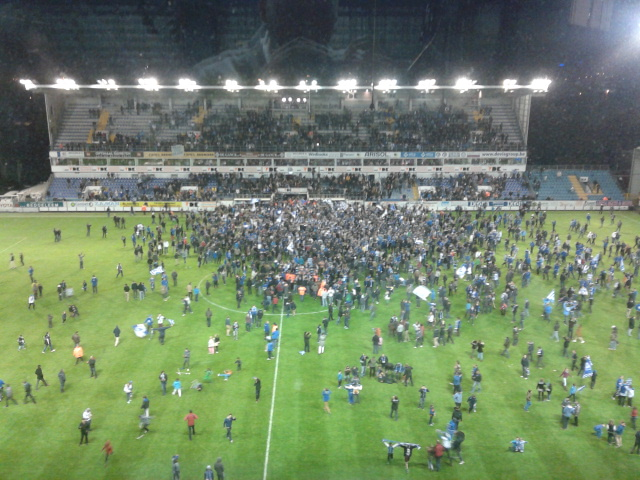
Вболівальники «Гента», які вибігли на стадіон після останнього матчу їх улюбленців на стадіоні «Жуль Оттен». 23 травня 2013 року.

«Гент» проводив свої домашні ігри на стадіоні протягом 90 років, перш ніж перебрались на новий стадіон «Геламко Арена». Спочатку планувалося, що новий стадіон буде готовий до сезону 2007/08, але через численні затримки був відкритий лише 2013 року.
Гент зіграв свою останню офіційну гру на стадіоні 23 травня 2013 року проти «Стандарду». «Гент» виграв матч з рахунком 1:0. Після останнього кола пошани гравців на стадіон вибігли тисячі вболівальників. Багато взяли з собою шматок дерну на згадку про стадіон.
10 вересня 2013 року розпочалося знесення стадіону. Сьогодні на тому нічого більше не нагадує стадіон, замість якого побудована житлова зона.